# I MISSED "THE SHOCK"
「I MISSED "THE SHOCK"」（アイ・ミスト・ザ・ショック）は、日本の歌手である中森明菜の楽曲。この楽曲は中森の22枚目のシングルとして、1988年11月1日にワーナー・パイオニア（現：ワーナーミュージック・ジャパン）のリプリーズ・レコードレーベルよりリリースされた (EP: 07L7-4030, 8cmCD: 10L3-4030)。

## 背景
「I MISSED "THE SHOCK"」は、1988年11月1日にシングルレコード (EP: 07L7-4030)とCDシングル (8cmCD: 10L3-4030)の2形態で同時発売され、1988年12月10日にはシングルカセット (CT: 10L5-4030)でも発売された。この楽曲は、ソロ活動の他、SHERBETSのメンバーとしても活動する福士久美子がQUMICO FUCCI名義で楽曲提供し、前作「TATTOO」に続いてEUROXが編曲を担当した。当初A面だった「BILITIS」をB面に替えて本曲がA面となった。
本曲を歌うときに着ていた衣装は、当初中森に向けて作られた衣装ではなかった。中森が雑誌に掲載されていたデパート伊勢丹の広告にこの衣装を着たモデルを見て、「この曲のイメージにぴったりの衣装が見つかった」と一目惚れ、この衣装のデザイナー甲賀真理子に「ぜひ私の曲の衣装として、この衣装を提供して欲しい」と直訴した。当初甲賀はこの申し出に難色を示したが、中森の熱烈な要望に対し快諾、衣装として提供することとなった。この衣装は、1988年7月20日から開催していた全国コンサート・ツアーFemme Fataleでも使用された。衣装（青）の画像は、甲賀真理子の公式HPにて見ることが出来る
。
同曲は1988年の第39回NHK紅白歌合戦でも歌唱された。「I MISSED "THE SHOCK"」のタイトルについて「日本語に翻訳不可能」と解説されており、中森自身も同様のコメントを残している。
シングル盤「I MISSED "THE SHOCK"」のB面として発表された「BILITIS」は、許瑛子が作詞し、吉実明宏が作曲を手掛け、武部聡志がアレンジを務めた楽曲である。同曲も『ミュージックステーション』（1989年1月13日と2月17日放送）、『夜のヒットスタジオDELUXE』（1989年1月18日放送）といった音楽番組で歌唱された。

## 批評
音楽評論家の堤昌司は「I MISSED "THE SHOCK"」の楽曲の音楽性について、「タイトな打ち込みサウンドに、短いフレーズを繰り返すなかで、恋人を疑い始めたヒロインの孤独が深化していく」と指摘し、中森の歌唱については、Aメロでは音節ごとにぶつ切るかのようにして孤独な心情を表し、Bメロでは躍動的に歌唱、更に2番に続くブリッジではもの悲しくと歌唱を選り分けていると批評した。加えて、単調になりがちな楽曲を中森独自の表現力で説得力を持たせていると評価した。

## チャート成績
この楽曲は、1988年11月14日付のオリコン週間シングルチャートで初登場し最高順位3位を記録後、翌週の1988年11月21日付まで2週連続で3位を記録した。同チャートの100位以内においては、計16週に渡ってランクインしている。これにより「サザン・ウインド」から「TATTOO」まで続いていた同チャートの連続首位記録が本作で途絶えた。しかし次作の「LIAR」では再び1位を記録した。音楽番組では、TBS系の『ザ・ベストテン』でも最高位3位だったが、日本テレビ系の『歌のトップテン』では1位を記録した。トータルセールスでは、この年リリースしたシングルの「AL-MAUJ (アルマージ)」と「TATTOO」を上回った。またこの作品のヒットにより、中森の全シングルの総売上枚数が1000万枚を突破した。

## 収録曲
| #         | タイトル                 | 作詞         | 作曲         | 編曲      | 時間 |
| --------- | ------------------------ | ------------ | ------------ | --------- | ---- |
| A.        | 「I MISSED "THE SHOCK"」 | QUMICO FUCCI | QUMICO FUCCI | EUROX     | 4:09 |
| B.        | 「BILITIS」              | 許瑛子       | 吉実明宏     | 武部聡志  | 4:20 |
| 合計時間: | 合計時間:                | 合計時間:    | 合計時間:    | 合計時間: | 8:29 |

### 規格
- 1998年11月26日 - 12cmCD: WPC6-8679[23]
- 2008年11月12日 - デジタル・ダウンロード[24]
- 2014年6月18日 - 12cmCD, Singles Box 1982-1991の一枚として

## クレジット
- Photo by 海田俊二[10]

## 収録アルバム
I MISSED "THE SHOCK"
- 『BEST II』[25][10]
- 『SINGLES27 1982-1991』
- 『Collection 1982-1991』
- 『コンプリート・シングル・コレクションズ〜ファースト・テン・イヤーズ＜ライノ・プレミアム・エディション＞』
- 『ベスト・コレクション 〜ラブ・ソングス&ポップ・ソングス〜』
- 『Singles Box 1982-1991』
- 『AKINA EAST LIVE INDEX-XXIII』

## セルフカバー
- 1994年7月には「I MISSED "THE SHOCK"」を楽曲提供した福士が、自身1枚目となるソロ・アルバム『悲しいライオン』でこの楽曲をセルフカバーした[26][27][10]。